# 曲鼻龍屬
曲鼻龍屬（學名：Sinusonasus）又譯竇鼻龍，是獸腳亞目恐龍的一屬，屬於傷齒龍科，化石發現於中國遼寧省的義縣組，地質年代為下白堊紀。
模式種是巨齿曲鼻龍（S. magnodens，又譯大牙竇鼻龍），是由徐星及汪筱林在2004年描述、命名的。屬名意指鼻骨的彎曲形狀，種名在拉丁文意為「有大牙的」。在數年後的文獻中，曾被誤植為「Sinucerasaurus」。
正模標本（編號IVPP V 11527）被發現於義縣組的陸家屯組，地質年代相當於豪特里維階。這個化石是個部分身體骨骼，包含：頭顱骨、下頜碎片、部分尾巴、骨盆、後肢。上頜骨牙齒大。股骨的長度為14.1公分。尾椎的人字形骨相當寬，在尾巴下側形成連續性的骨板。
曲鼻龍的學名與中國龍的學名（Sinosaurus）容易引起混淆。曲鼻龍曾被中国恐龙网翻译为竇鼻龍，而中国科学院古脊椎动物与古人类研究所的中文信息显示其正式的中文名称应该是曲鼻龍。